# Jota Cephei
Jota Cephei (ι Cephei, ι CEP) är en stjärna av klass K0 av tredje magnituden  i stjärnbilden Cepheus. Iota Cephei är en orange jättestjärna på ca 115 ljusårs avstånd från solen. Den har en radie som är 10,05 ± 0,18 gånger solens radie och en massa på omkring 1,8-2,2 gånger massan hos solen. Den avger från dess yttre atmosfär 49,6 ± 2,5 gånger så mycket strålning som solen, vid en effektiv temperatur av 4 831 ± 74 K. På grund av jordaxelns pendlingar kommer Jota Cephei att bli norra polstjärnan någon gång omkring år 5200.